# Abner Mikva
Abner Joseph Mikva (21 de enero de 1926 - 4 de julio de 2016) fue un político y abogado estadounidense. Miembro del Partido Demócrata, sirvió como representante de Illinois en la Cámara de Representantes de los Estados Unidos de 1969 a 1973 y de 1975 a 1979. Fue nombrado juez federal de la Corte de Apelaciones del Circuito del Distrito de Columbia por el presidente Jimmy Carter en 1979. Entre 1994 y 1995, fue consejero de la Casa Blanca durante la presidencia de Bill Clinton. Posteriormente, enseñó derecho en la Universidad de Chicago, la Universidad del Noroeste y la Universidad de Georgetown. También mentor del futuro presidente Barack Obama durante sus primeros años de ejercicio de la abogacía. En 2014, Obama le otorgó la Medalla Presidencial de la Libertad.

## Biografía
Mikva nació en Milwaukee, Wisconsin, de una familia de inmigrantes judíos de Ucrania que hablaba el yidis en casa. Abner asistió escuelas públicas locales. Durante la Segunda Guerra Mundial, se alistó en el Cuerpo Aéreo del Ejército de los Estados Unidos, pero la guerra terminó antes de su despliegue. Después, la beca GI Bill permitió que Mikva se matriculara en la Universidad de Wisconsin en Milwaukee antes de trasladarse a la Universidad Washington en San Luis, donde conoció a su futura esposa, Zorita Rose Wise. Ambos se graduaron en 1948 y no tardaron en contraer matrimonio.
La pareja se mudó a Chicago, Illinois, donde Mikva entró en la Escuela de Derecho de la Universidad de Chicago, recibiendo un Juris Doctor en 1951. La pareja tuvo tres hijas.
Después de graduarse, Mikva sirvió como secretario legal al juez de la Corte Suprema Sherman Minton. También volvió a Chicago y empezó a ejercer el derecho.

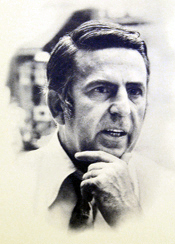
Mikva como representante durante la década de 1970.

Sin embargo, tenía un claro interés en la política.
Pasó diez años en la Cámara de Representantes de Illinois antes de servir en el Congreso de los Estados Unidos de 1969 a 1973 y de 1975 a 1979.
Primero, representó el Segundo Distrito, que incluía los barrios lacustres del South Side de Chicago y la Universidad de Chicago. Más tarde representó el Décimo Distrito, que incluía los barrios del North Shore.

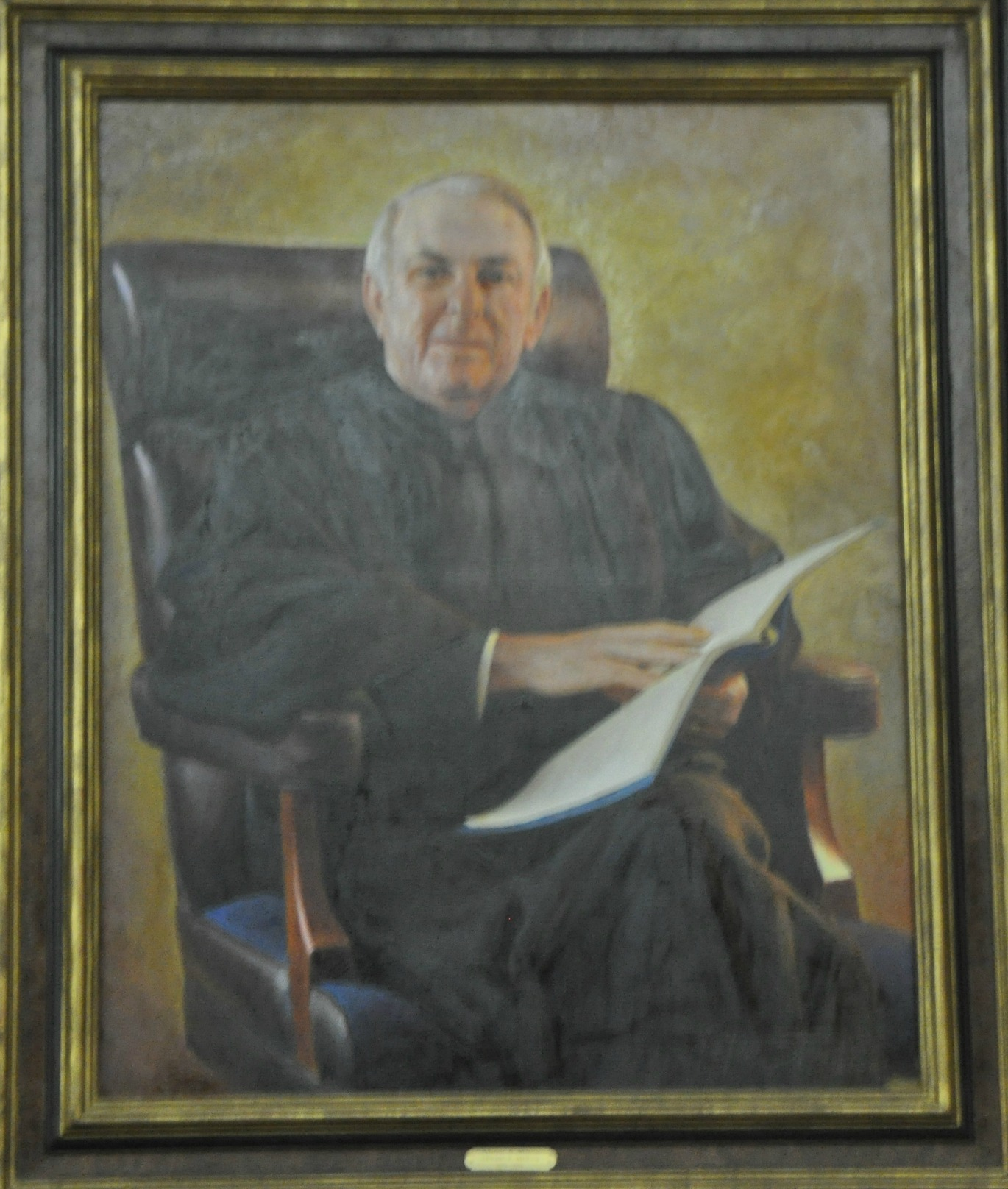
Retrato oficial de Mikva como juez presidente de la Corte de Apelaciones del Circuito del Distrito de Columbia

El 29 de mayo de 1979, Mikva fue nombrado por Jimmy Carter a la Corte de Apelaciones del Circuito del Distrito de Columbia. Recibió su comisión el 26 de septiembre. Sirvió como juez presidente de la Corte de 1991 a 1994. Se jubiló de su posición el 19 de septiembre de 1994, y se convirtió en el Consejero de la Casa Blanca para el presidente Bill Clinton.
Durante sus 19 años en la corte, sus decisiones más polémicas derrocaron la prohibición del Pentágono de homosexuales en las fuerzas armadas, y mantuvieron regulaciones de bolsas de aire en automóviles.
Mikva enseñó derecho en la Universidad del Noroeste y fue consejero de la Casa Blanca para el presidente Bill Clinton de 1994 a 1995. Después de jubilarse de ese puesto, volvió a la Escuela de Derecho de la Universidad de Chicago. Allí, conoció al futuro presidente Barack Obama, al que aconsejó y apoyó políticamente. Obama otorgó a Mikva la Medalla Presidencial de la Libertad el 24 de noviembre de 2014. La jueza de la Corte Suprema Elena Kagan como una secretaria legal de Mikva y era profesora en la Escuela de Derechos de Chicago.
Mikva se murió en Chicago, Illinois, debido a complicaciones del cáncer de vejiga el 4 de julio de 2016 a la edad de 90 años.